# Girolamo Riario
Girolamo Riario (Savona, Ligúria, 1443 - Forli, Emília-Romanya, 1488) fou un noble italià, senyor de Forli i d'Imola.
Era nebot del papa Sixt IV, el qual l'ompli de riquesa. Es Casà amb Caterina Sforza, la que li portà en dot el comtat de Bosco, i aconseguí el d'Imola per cessió del seu germà el cardenal Pietro, que li va comprar per 40.000 ducats d'or.
Restà en contínues guerres amb els Mèdici, els Ordelaffi, els ducs de Ferrara i altres d'Itàlia, però fou un mediocre general; s'atribuí la victòria de Campo Morto, prop de Velletri, però el verdader vencedor fou Malatesta. Mentre desposseïa als Colonna dels seus dominis, la mort de Sixt IV el privà d'un protector i de les seves rendes.
Llavors Riario hagué de tancar-se en la fortalesa de Forli, on, a instigació dels seus enemics, fou assassinat pels seus guàrdies.